# Laccophilus immitis
Laccophilus immitis är en skalbaggsart som beskrevs av Guignot 1952. Laccophilus immitis ingår i släktet Laccophilus och familjen dykare. Inga underarter finns listade i Catalogue of Life.